# Lioré et Olivier 300
El Lioré et Olivier 300 (abreviado como LeO 30, LeO 300) fue un prototipo de bombardero nocturno francés de los años 30 del siglo 
xx. Sólo se había construido un ejemplar cuando el programa fue abandonado.

## Diseño y desarrollo
EL LeO 300 fue diseñado para cubrir un requerimiento francés que solicitaba un bombardero nocturno de la categoría BN.5. Era un monoplano de ala alta en voladizo con cinco tripulantes. El prototipo voló por primera vez en septiembre de 1933, propulsado por cuatro motores Renault 12Jb de 373 kW (500 hp) montados en parejas en tándem, en las alas. El LeO 300 fue sustituido por el LeO 301 con motores más potentes, pero, con la retirada del requerimiento, fue abandonado en el montaje final y los trabajos en el programa fueron detenidos.

## Variantes
LeO 300
Prototipo de bombardero nocturno de cuatro motores, uno construido.
LeO 301
Versión mejorada con motores más potentes, no completada.

## Especificaciones
Referencia datos: aviafrance

### Características generales
- Tripulación: Cinco
- Longitud: 24 m (78,7 ft)
- Envergadura: 38 m (124,7 ft)
- Altura: 6 m (19,7 ft)
- Superficie alar: 185 m² (1991,4 ft²)
- Peso vacío: 7600 kg (16 750,4 lb)
- Peso cargado: 14 800 kg (32 619,2 lb)
- Planta motriz: 4× motor lineal V12 refrigerado por agua Renault 12Jb.
  - Potencia: 370 kW (510 HP; 503 CV) cada uno.
- Hélices: 1× bipala por motor.

### Rendimiento
- Velocidad máxima operativa (Vno): 210 km/h (130 MPH; 113 kt)
- Techo de vuelo: 5000 m (16 404 ft)

## Aeronaves relacionadas

### Secuencias de designación
- Secuencia LeO _/LeO H-_ (interna de Lioré et Olivier): ← LeO 25 - LeO H-27 - LeO H-28 - LeO 30 - LeO 40 - LeO 41 - LeO H-43 →